# Ford c. Québec (Procureur général)
Décision
Le droit de s'exprimer dans la langue de son choix est protégé par la liberté d'expression. L'importance de la survie de la langue française ne justifient pas d'obliger l'affichage unilingue français. La mesure est de plus discriminatoire envers un groupe linguistique.
Jugement complet
décision sur lexum.org
Ford c. Québec (Procureur général) connu sous le nom d’« arrêt Ford », est un jugement de la Cour suprême du Canada rendu en 1988 qui a déclaré l’article 58 de la Charte de la langue française, sur l’affichage commercial exclusivement en français, contraire à l’article 3 de la Charte des droits et libertés de la personne du Québec relatif à la liberté d’expression, et l’article 69 de la Charte de la langue française, selon lequel seule la raison sociale (nom d’entreprise) en français peut être utilisée au Québec, contraire à l’article 2 b) de la Charte canadienne des droits et libertés relatif à cette même liberté. 
Cet arrêt conclut aussi que la disposition de dérogation de l’article 33 de la Charte canadienne peut être utilisée de manière très large sans que cela soit sujet à un contrôle de constitutionnalité de fond de la part des tribunaux, pourvu que cette utilisation soit assez explicite et donc qu’elle mentionne le numéro d’article, de paragraphe ou d’alinéa de la Charte canadienne qui contient les dispositions auxquelles le législateur entend déroger.

## Contexte
En 1977, le Québec adopte la Charte de la langue française, dont l’article 58, qui prescrit l’affichage commercial exclusivement en français, et l’article 69, qui prescrit que seule la raison sociale en français d’une entreprise peut être utilisée au Québec. En 1982, la Charte canadienne, qui consacre la liberté d’expression, est enchâssée dans la Constitution canadienne malgré l’opposition du Québec .

## Questions en litige
Comme l’affirme la Cour suprême : « La principale question soulevée par le présent pourvoi est de savoir si les art. 58 et 69 de la Charte de la langue française du Québec, L.R.Q., chap. C-11, qui exigent que l’affichage public et la publicité commerciale se fassent uniquement en français et que seule soit utilisée la raison sociale en langue française, portent atteinte à la liberté d’expression garantie par l’al. 2b) de la Charte canadienne des droits et libertés et par l’art. 3 de la Charte des droits et libertés de la personne du Québec, L.R.Q., chap. C-125 . » Elle ajoute : « La question se pose en outre de savoir si les art. 58 et 69 de la Charte de la langue française violent la garantie contre la discrimination fondée sur la langue énoncée à l’art. 10 de la Charte des droits et libertés de la personne du Québec. » 
Plus précisément, les questions suivantes sont posées : 
« 1. L’article 58 ou l’art. 69 de la Charte de la langue française sont-ils soustraits à l’application de l’al. 2b) de la Charte canadienne des droits et libertés par une disposition dérogatoire valide et applicable adoptée conformément aux exigences de l’art. 33 de la Charte canadienne? 
2. À partir de quelle date l’art. 3 de la Charte des droits et libertés de la personne du Québec avait-il préséance, en cas de conflit, sur les art. 58 et 69 de la Charte de la langue française? 
3. La liberté d’expression garantie par l’al. 2b) de la Charte canadienne et par l’art. 3 de la Charte québécoise comprend-elle la liberté de s’exprimer dans la langue de son choix?
4. La liberté d’expression garantie par l’al. 2b) de la Charte canadienne et par l’art. 3 de la Charte québécoise s’étend-elle à l’expression commerciale? 
5. Si l’exigence de l’usage exclusif du français posée par les art. 58 et 69 de la Charte de la langue française porte atteinte à la liberté d’expression garantie par l’al. 2b) de la Charte canadienne et par l’art. 3 de la Charte québécoise, la restriction imposée à la liberté d’expression par les art. 58 et 69 est-elle justifiée en vertu de l’article premier de la Charte canadienne et de l’art. 9.1 de la Charte québécoise? 
6. Les articles 58 et 69 de la Charte de la langue française violent-ils la garantie contre la discrimination fondée sur la langue, énoncée à l’art. 10 de la Charte des droits et libertés de la personne du Québec ? »

## Décision de la cour
Au sujet de la disposition de dérogation, la Cour explique ainsi sa décision : 
« L’article 33 établit des exigences de forme seulement et il n’y a aucune raison d’y voir la justification d’un examen au fond de la politique législative qui a donné lieu à l’exercice du pouvoir dérogatoire dans un cas donné. L’exigence d’un lien ou d’un rapport apparent entre la loi dérogatoire et les droits ou libertés garantis auxquels on veut déroger semble ouvrir la voie à un examen au fond car il semble exiger que le législateur précise les dispositions de la loi en question qui pourraient par ailleurs porter atteinte à des droits ou à des libertés garantis spécifiés. Ce serait exiger dans ce contexte une justification prima facie suffisante de la décision d’exercer le pouvoir dérogatoire et non pas simplement une certaine expression formelle de cette décision. Rien dans les termes de l’art. 33 ne permet d’y voir une telle exigence. Il se peut en fait que le législateur ne soit pas en mesure de déterminer avec certitude quelles dispositions de la Charte canadienne des droits et libertés pourraient être invoquées avec succès contre divers aspects de la loi en question […] La principale condition de forme, imposée par l’art. 33, est donc que la déclaration dérogatoire dise expressément qu’une loi ou une de ses dispositions a effet indépendamment d’une disposition donnée de l’art. 2 ou des art. 7 à 15 de la Charte. Avec égards pour le point de vue contraire, la Cour est d’avis qu’une déclaration faite en vertu de l’art. 33 est suffisamment explicite si elle mentionne le numéro de l’article, du paragraphe ou de l’alinéa de la Charte qui contient la disposition ou les dispositions auxquelles on entend déroger. » 
Par contre, la Cour précise plus loin que l’article 33 ne permet pas d’édicter des dispositions dérogatoires rétroactives.
Tout cela mène la Cour à conclure que « l’art. 52 de la Loi modifiant la Charte de la langue française, qui soustrait l’art. 58 de la Charte de la langue française à l’application de l’al. 2b) de la Charte canadienne, est un exercice valide et effectif du pouvoir de dérogation conféré par l’art. 33 de la Charte canadienne des droits et libertés » et que par conséquent « l’art. 58 est assujetti à l’art. 3 de la Charte des droits et libertés de la personne du Québec, tandis que l’art. 69 est assujetti à la fois à l’al. 2b) de la Charte canadienne et à l’art. 3 de la Charte québécoise ». 
Au sujet de la liberté d’expression, la Cour affirme que cette liberté inclut la possibilité de se servir de la langue de son choix. Puis, elle ajoute que, comme les droits et libertés garantis par la Charte canadienne doivent recevoir une interprétation large et libérale, la liberté d’expression inclut l’expression commerciale. De ce fait, la Cour conclut que « l’expression envisagée aux art. 58 et 69 de la Charte de la langue française est une expression au sens de l’al. 2b) de la Charte canadienne et au sens de l’art. 3 de la Charte [q]uébécoise » et qu’« [e]n conséquence, l’art. 58 porte atteinte à la liberté d’expression garantie par l’art. 3 de la Charte québécoise et l’art. 69 porte atteinte à la liberté d’expression protégée par l’al. 2b) de la Charte canadienne et par l’art. 3 de la Charte [q]uébécoise». 
Concernant l’article 9.1 de la Charte québécoise, malgré son libellé très différent de celui de l’article 1 de la Charte canadienne, la Cour affirme qu’« [i]l ne se peut pas qu’on ait voulu conférer par l’art. 9.1 un pouvoir législatif aussi large, et presque illimité, de restreindre les libertés et droits ». Elle conclut plutôt que cet article 9.1 doit être interprété comme cet article 1 l’a été dans l’arrêt Oakes et donc qu’il « implique nécessairement la recherche d’un juste équilibre[;] et le critère à suivre pour y parvenir consiste à se demander s’il existe un lien rationnel et s’il y a proportionnalité ». 
Puis, la Cour applique ce test de cet article 9.1 calqué sur celui de cet article 1 au cas en l’espèce, ce qui lui fait dire que « la politique linguistique sous-tendant la Charte de la langue française vise un objectif important et légitime » et qu’il y a un « lien rationnel qui existe entre le fait de protéger la langue française et le fait d’assurer que la réalité de la société québécoise se reflète dans le "visage linguistique" », mais que « les documents se rapportant à l’article premier et à l’art. 9.1 n’établissent pas que l’exigence de l’emploi exclusif du français est nécessaire pour atteindre l’objectif législatif ni qu’elle est proportionnée à cet objectif ». Et elle ajoute qu’« exiger que la langue française prédomine, même nettement, sur les affiches et les enseignes serait proportionnel à l’objectif de promotion et de préservation d’un "visage linguistique" français au Québec et serait en conséquence justifié en vertu des Chartes québécoise et canadienne ». 
Enfin, concernant le droit à l’égalité, la Cour affirme que l’article 58 produit « des effets différents sur différentes catégories de personnes selon leur langue usuelle », car « [i]l est permis aux francophones de se servir de leur langue usuelle, alors que cela est interdit aux anglophones et aux autres non-francophones ». Par conséquent, « [l]’article 58 de la Charte de la langue française […] crée entre ces personnes une distinction fondée sur la langue usuelle ». Elle ajoute même que la « distinction fondée sur la langue usuelle créée par l’art. 58 de la Charte de la langue française a donc pour effet de détruire le droit à la reconnaissance et à l’exercice, en pleine égalité, de cette liberté », qu’« [i]l s’ensuit que l’art. 58 est inopérant et sans effet parce qu’il contrevient à l’art. 10 de la Charte québécoise » et que la « même conclusion s’impose à l’égard de l’art. 69 de la Charte de la langue française ». 
Bref, dans cet arrêt, la Cour suprême interprète largement la liberté d’expression et le droit à l’égalité, ce qui lui permet de déclarer des dispositions de la Charte de la langue française protégeant le français dans l’affichage commercial contraires à cette liberté et à ce droit; mais elle interprète très restrictivement l’article 9.1 de la Charte québécoise, ce qui lui permet de conclure que ces dispositions ne sont pas justifiées et donc invalides.

## Suites

### Lois et avis postérieurs
En 1988, à la suite de l’arrêt Ford, la Loi modifiant la Charte de la langue française a été adoptée par le Parlement québécois afin que soit maintenue la règle de l’affichage exclusivement en français à l’extérieur des établissements. À cette fin, cette loi invoque les dispositions de dérogation des chartes canadienne et québécoise des droits. Pour ce qui est de l’intérieur des établissements, cette loi s’inspire de l’arrêt Ford en autorisant l’affichage fait en français et dans une autre langue, mais seulement si le français y figure de manière nettement prédominante.
En 1993, dans l’affaire Ballantyne, le Comité des droits de l’homme des Nations unies rend un avis non unanime fondé sur le Pacte international relatif aux droits civils et politiques qui conclut que la règle de l’usage exclusif du français dans l’affichage commercial est conforme au droit à l’égalité et au droit des membres des minorités linguistiques d’employer leur propre langue, mais qu’elle est contraire à la liberté d’expression. La même année, la loi 86 autorise, à l’extérieur des commerces, l’affichage commercial bilingue pourvu qu’il y ait une prédominance nette du français.

### Accueil et critiques
En 1993 toujours, se référant aux professeurs de droit Patrice Garant, Henri Brun, Guy Tremblay et Peter W. Hogg, le professeur José Woehrling rend un avis dans lequel il affirme que « [l]a plupart des auteurs qui ont analysé l’arrêt Ford, y compris ceux qui semblent approuver le résultat politique de cette décision, sont d’avis qu’il s’agit d’une affaire où la Cour suprême a appliqué de façon rigoureuse le critère très sévère de raisonnabilité qu’elle avait retenu dans l’affaire Oakes, alors que le contexte ne le justifiait pas puisque la liberté restreinte par les mesures incriminées était la liberté d’expression commerciale ». 
Quelques années plus tard, en 2017, Me Frédéric Bérard affirme au sujet d’auteurs qui critiquent l’arrêt Ford, et plus largement la jurisprudence de la Cour suprême relative à la Charte canadienne et à la protection du français au Québec, qu’ils entretiennent des mythes obstruant la vérité et donc le fait que selon Me Bérard, cette cour aurait en vérité élaboré à partir de cette charte une jurisprudence globalement favorable à cette protection. Concernant l’arrêt Ford, il insiste sur le fait que la règle de l’affichage commercial exclusivement en français a été invalidée en vertu de la Charte québécoise plutôt qu’en vertu de la Charte canadienne,. En guise de réponse, Me Éric Poirier rappelle que, dans cet arrêt, la règle selon laquelle seule la raison sociale en français peut être utilisée au Québec a été invalidée en vertu de la Charte canadienne et, plus largement, que tout au long de cet arrêt les raisonnements ainsi que la jurisprudence liés à la Charte canadienne sont rendus applicables à la Charte québécoise. Plus précisément, Me Poirier cite la Cour suprême, qui, dans l’arrêt Ford, affirme qu’« [i]l nous faut donc déterminer, en l’espèce, si la garantie de liberté d’expression à l’al. 2b) de la Charte canadienne et à l’art. 3 de la Charte québécoise s’étend au type d’expression envisagé aux art. 58 et 69 de la Charte de la langue française, appelée par souci de commodité "expression commerciale" »; et plus loin qu’« [i]l reste donc à déterminer si la restriction imposée à la liberté d’expression par les art. 58 et 69 est justifiée soit en vertu de l’article premier de la Charte canadienne, soit en vertu de l’art. 9.1 de la Charte québécoise, selon le cas ».